# Кавалеры ордена Святого Георгия III класса Ш
Кавалеры ордена Святого Георгия III класса на букву «Ш»
Список составлен по алфавиту персоналий. Приводятся фамилия, имя, отчество; звание на момент награждения; номер по спискам Григоровича — Степанова и Судравского; дата награждения. Лица, чьи имена точно идентифицировать не удалось, не викифицируются.
- Шак, Адольф Вильгельмович фон, генерал-майор, № 569, 19 апреля 1878
- Шатилов, Павел Николаевич (1822), генерал-лейтенант, № 553, 19 декабря 1877
- Шатилов, Павел Николаевич (1881), полковник, 27 марта 1918
- Шаховской, Иван Леонтьевич, генерал-майор, № 275, 22 февраля 1813
- Шевич, Георгий Иванович, генерал-майор, № 112, 26 октября 1794
- Шевич, Иван Егорович, генерал-майор, № 276, 25 февраля 1813
- Шейдеман, Карл Фёдорович, генерал-майор, № 501, 14 мая 1856
- Шелковников, Бегбут Мартиросович, генерал-майор, № 546, 27 октября 1877
- Шеншин, Василий Никанорович, генерал-майор, № 327, 6 октября 1813
- Шепелев, Дмитрий Дмитриевич, генерал-майор, № 170, 22 августа 1807
- Шестаков, Герасим Алексеевич, генерал-майор, № 367, 14 марта 1814
- Шильдер, Карл Андреевич, генерал-майор, № 414, 1 июля 1829
- Шиц, Антон Осипович, генерал-майор, № 92, 19 февраля 1792
- Шкапский, Михаил Андреевич, генерал-майор, № 278, 20 марта 1813
- Шкурин, Александр Сергеевич, генерал-лейтенант, № 433, 22 августа 1831
- Шпет, Иван Иванович, генерал-майор, № 93, 18 марта 1792
- Штаден, Евстафий Евстафьевич, генерал-майор, № 340, 29 октября 1813
- Штейнгель, Фаддей Фёдорович фон, генерал-майор, № 146, 8 апреля 1807
- Штейнмец, Карл Фридрих фон, генерал от инфантерии прусской службы, № 518, 27 декабря 1870
- Штрандман, Карл Густавович, генерал-майор, № 457, 6 декабря 1831
- Шувалов, Павел Андреевич (1830), генерал-лейтенант, № 562, 4 января 1878